# 法泉寺 (高松市)
法泉寺（ほうせんじ）は、香川県高松市にある臨済宗妙心寺派の寺院。山号は龍松山。本尊は釈迦如来。弘憲寺と共に讃岐生駒家の菩提寺であり、二代目一正並びに三代目正俊の墓所である生駒廟がある。境内にある釈迦像は当寺のシンボルとして市民に親しまれた。

## 歴史
1587年（天正15年）に讃岐国の領主となった生駒親正が、翌1588年（天正16年）に大川紹偽を開山として宇多津に建立したのに始まり、当初寺号は海蔵寺と号した。
1598年（慶長3年）、生駒家三代目正俊の命により、宇多津から高松城下三番丁の寺地（現在地から北西へ約70m）に移り、同氏の戒名から法泉寺と改める。
1881年（明治14年）から1899年（明治32年）にかけて、当寺に香川郡（管内に高松を含む）及び山田郡を管轄する郡役所「香川山田郡役所」が設置される。
1911年（明治44年）、日露戦争に出兵した香川県出身将兵の忠魂碑として釈迦像が建立される。市民には「法泉寺のおしゃかさん」として親しまれ、当時低層建築物が大半を占める高松ではどの道からでも釈迦像が見えたという。
1917年（大正6年）5月20日には寺の前面道路における路面電車（市内線）の開通に伴い、当寺の名を冠した停留所「法泉寺前」が開業し、最寄駅となった。この市内線は高松空襲による被害で休止した後に廃線となっている。
1945年（昭和20年）7月4日未明、アメリカ軍による無差別絨毯爆撃「高松空襲」を受け、生駒廟、梵鐘及び釈迦像以外の全てが破壊・焼失する。この時釈迦像は一発の被弾も無く無傷であり、全て焼け野原となった周囲を見下ろす姿は市民の精神的支柱となった。その後、空襲で壊滅的な被害を受けた高松市中心部では大部分で土地区画整理事業（戦災復興土地区画整理事業）が施行され、この周辺においては第一工区一次として区画整理の対象となり、当寺の敷地を四分割するように新たな道路（県庁前通り、美術館通り）が貫通することになる。このため、それまで351年にわたって同地に位置した当寺は1949年（昭和24年）に釈迦像や生駒廟と共に約70m東の現在地へ移転して堂宇を再建し、寺域を大幅に縮小した。また、その際墓所である生駒廟の下からは生駒一正、正俊両氏の遺骨・遺髪や副葬品が発見されている。

## 文化財
- 梵鐘（県指定文化財）
  - 文禄の役で生駒家が陣鐘として使用し、後に当寺に寄進されたもの。銘文によると、元徳2年（1330年）備前国金岡庄にある窪八幡宮（現・岡山県岡山市東区久保618番地）の神主・藤井弘清が願主となって鋳造されたものである。

## 所在地
〒760-0017 香川県高松市番町一丁目3番19号